# Walldürn

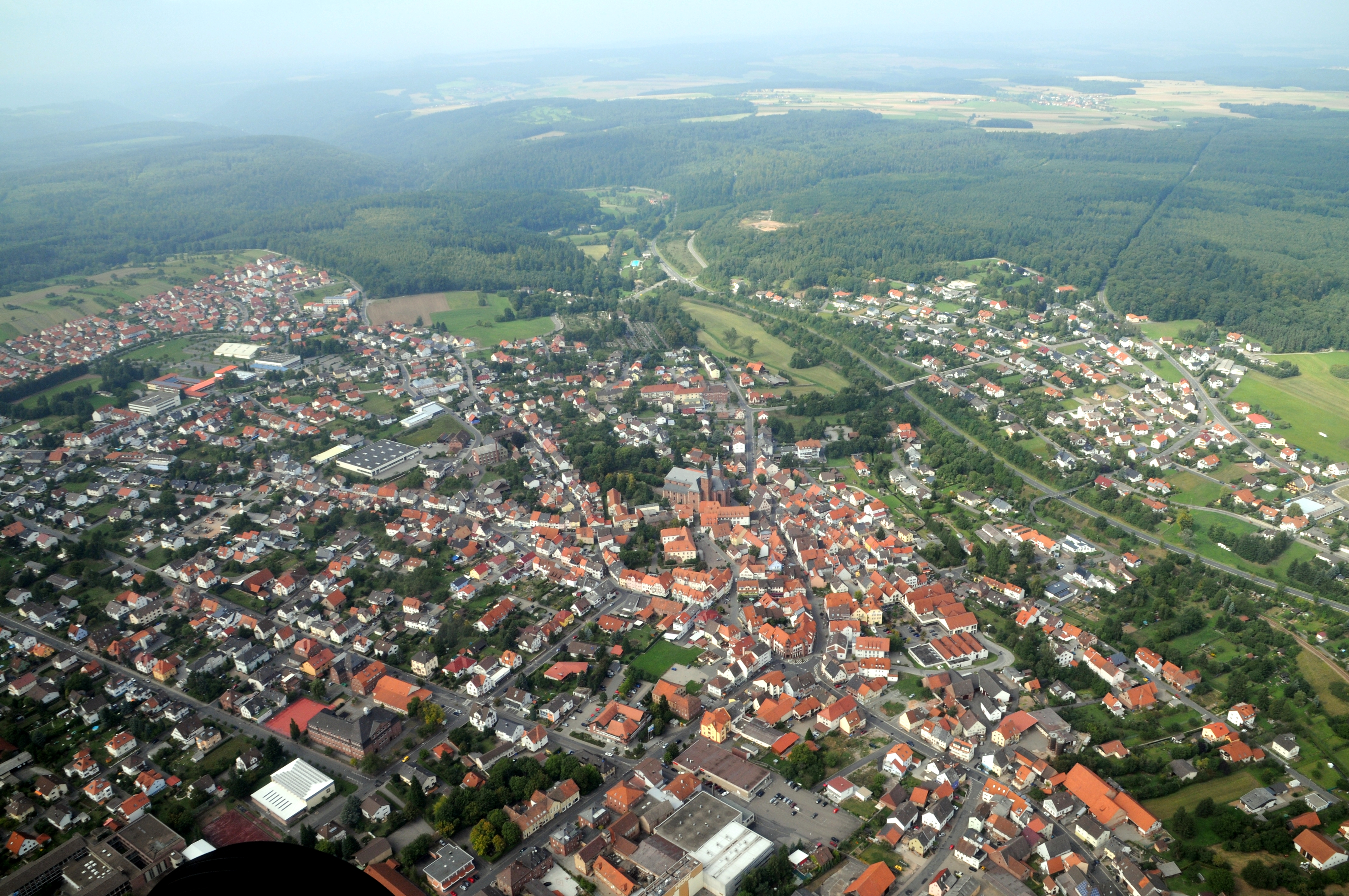
Luftbild 2008

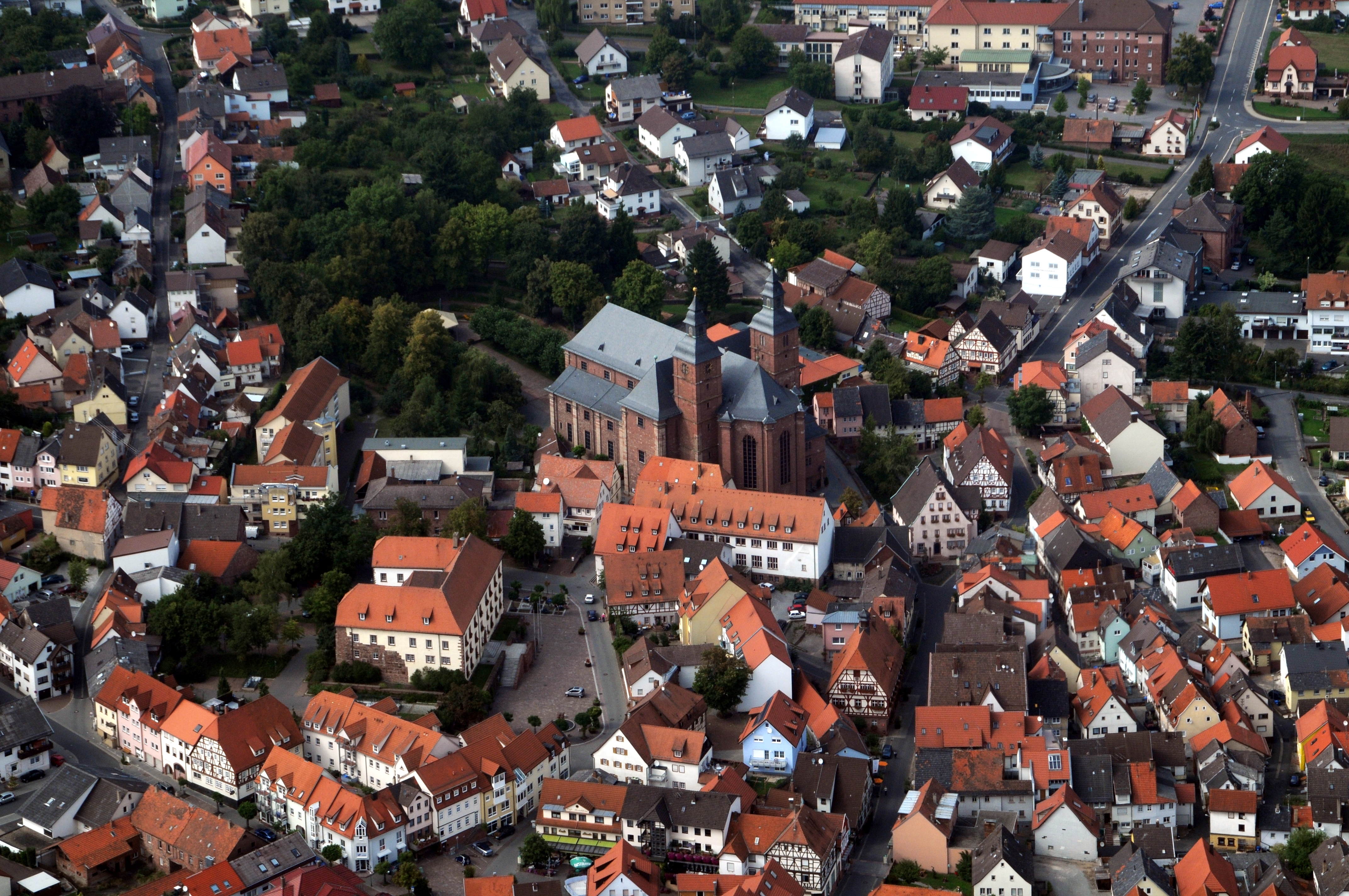
Stadtkern mit Wallfahrtsbasilika

Walldürn ist eine Stadt im Neckar-Odenwald-Kreis in Baden-Württemberg, bekannt auch durch die Wallfahrt zum Blutwunder von Walldürn. Sie gehört zur europäischen Metropolregion Rhein-Neckar. Das Gemeindegebiet liegt im Naturpark Neckartal-Odenwald.

## Geographie

### Lage
Walldürn grenzt im Norden an Schneeberg, Miltenberg und Eichenbühl, Landkreis Miltenberg in Unterfranken, dann schließen sich im Uhrzeigersinn folgende Gemeinden des Neckar-Odenwald-Kreises an: Hardheim, Höpfingen, Rosenberg und Buchen.

### Stadtgliederung
Die Stadt Walldürn besteht aus den zehn Stadtteilen Walldürn-Stadt, Altheim, Gerolzahn, Glashofen, Gottersdorf, Hornbach, Kaltenbrunn, Reinhardsachsen, Rippberg und Wettersdorf. Die Stadtteile sind räumlich identisch mit den früheren Gemeinden gleichen Namens. Mit Ausnahme des Stadtteils Walldürn-Stadt erfolgt ihre offizielle Benennung in der Form „Walldürn, Stadtteil …“.
Zum Stadtteil Altheim gehören die Höfe Dörntal und Kudach und das Haus Untermühle. Zum Stadtteil Gerolzahn gehört das Gehöft Kummershof. Zum Stadtteil Glashofen gehört die Waldhufensiedlung Neusaß. Zum Stadtteil Hornbach gehören die Dörfer Großhornbach und Kleinhornbach. Zum Stadtteil Kaltenbrunn gehören das Dorf Kaltenbrunn und das Haus Spritzenmühle. Zum Stadtteil Rippberg gehören der Ort Siedlung Waldfrieden und das Haus Linkenmühle. Zum Stadtteil Walldürn-Stadt gehören die Häuser Im Rippberger Tal am Marsbach (Miltenberger Straße).
Im Stadtteil Altheim liegen die Wüstungen Rützenhaus und Kalshof, auf die jeweils nur Flurnamen hindeuten.

## Geschichte

### Römerzeit

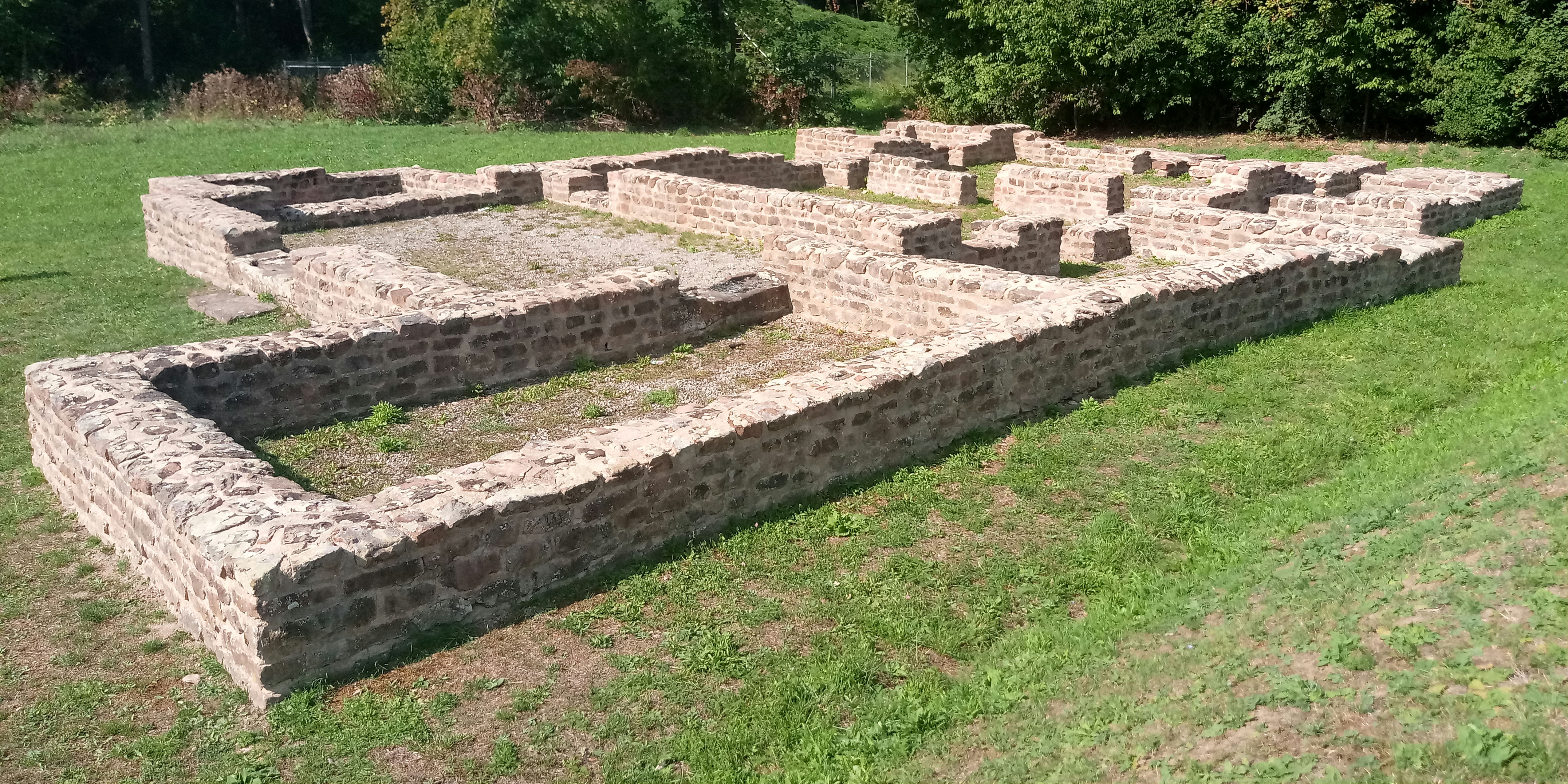
Grundmauern des Römerbads Walldürn

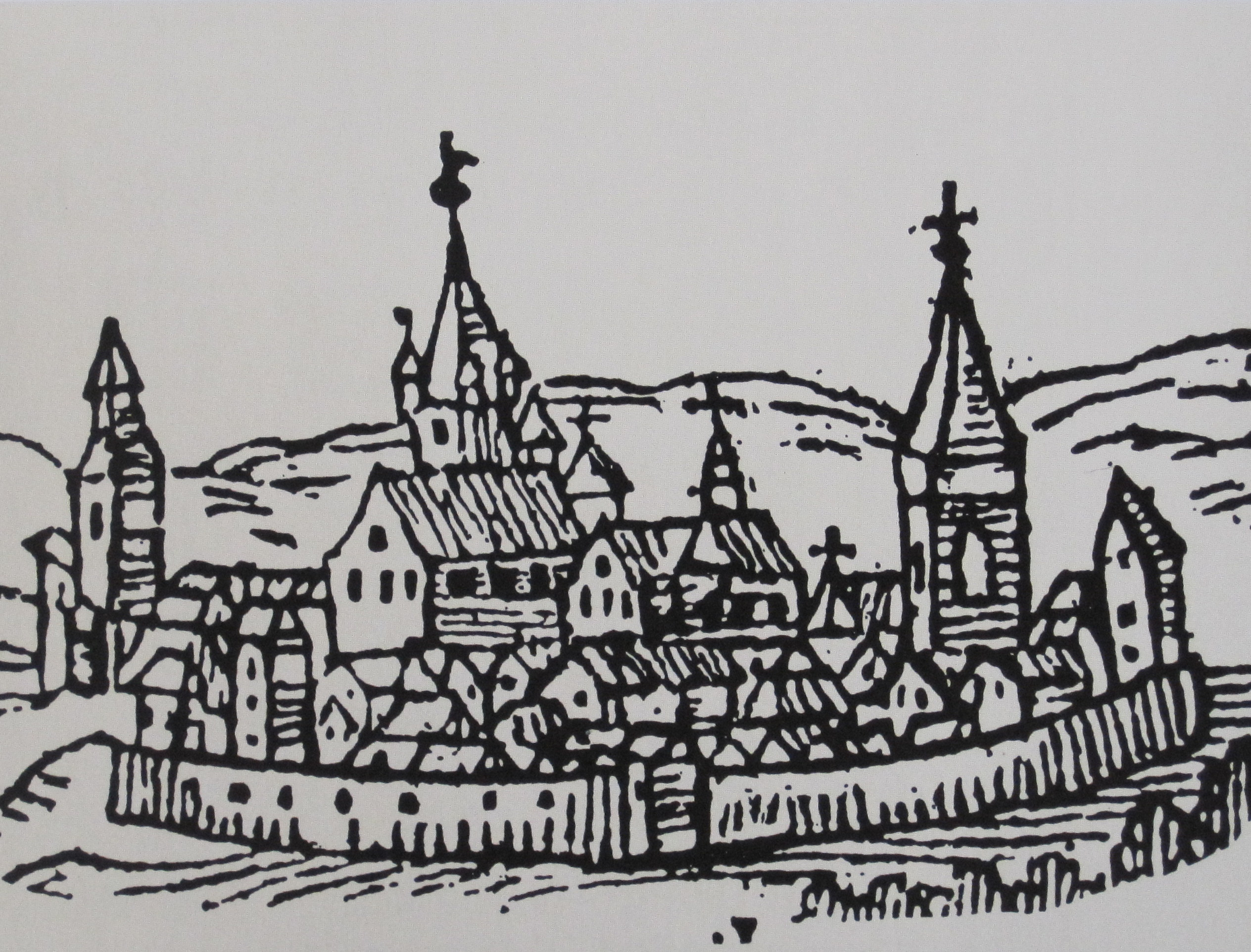
Walldürn um 1670

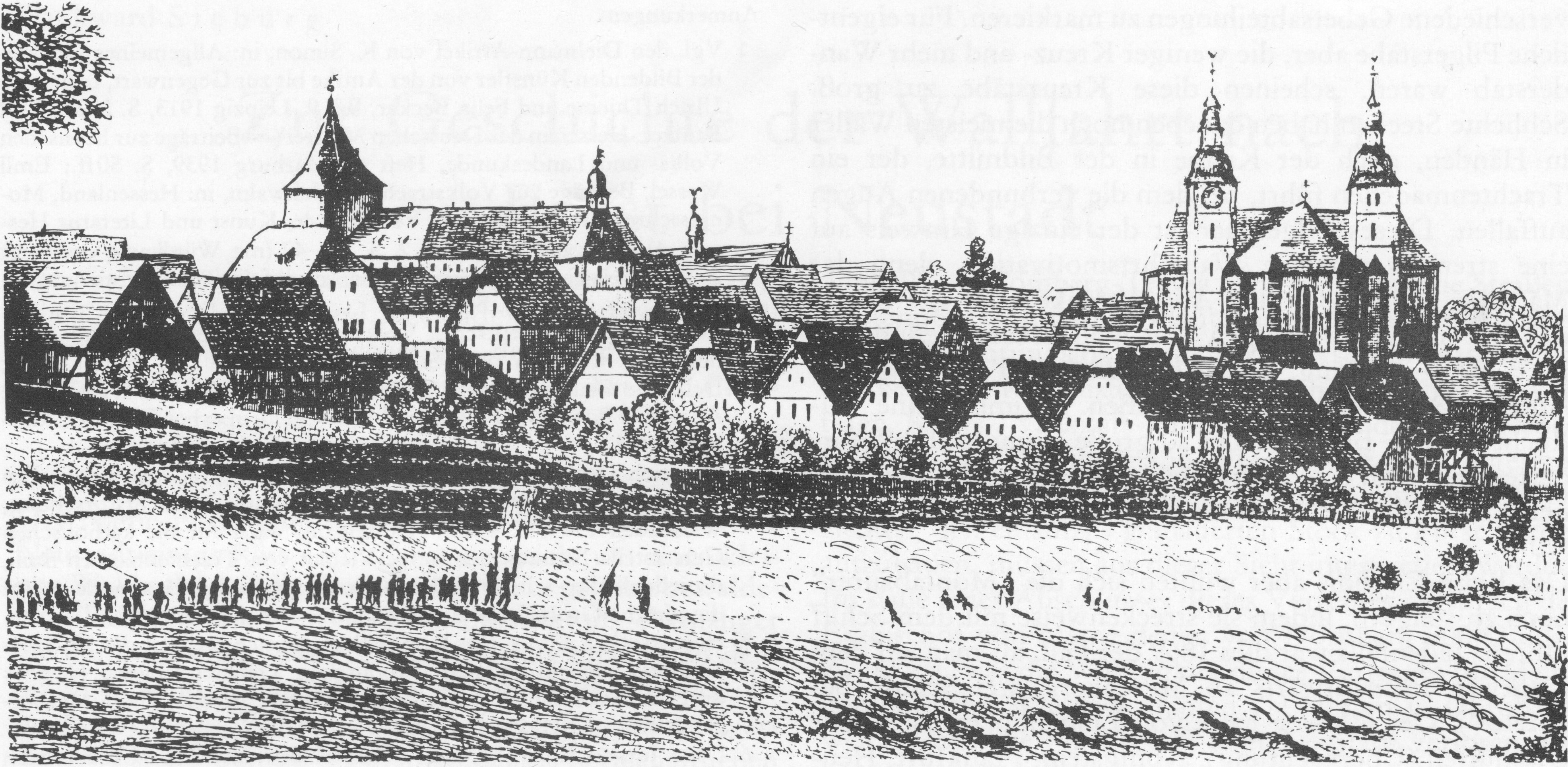
Wallfahrt um 1820

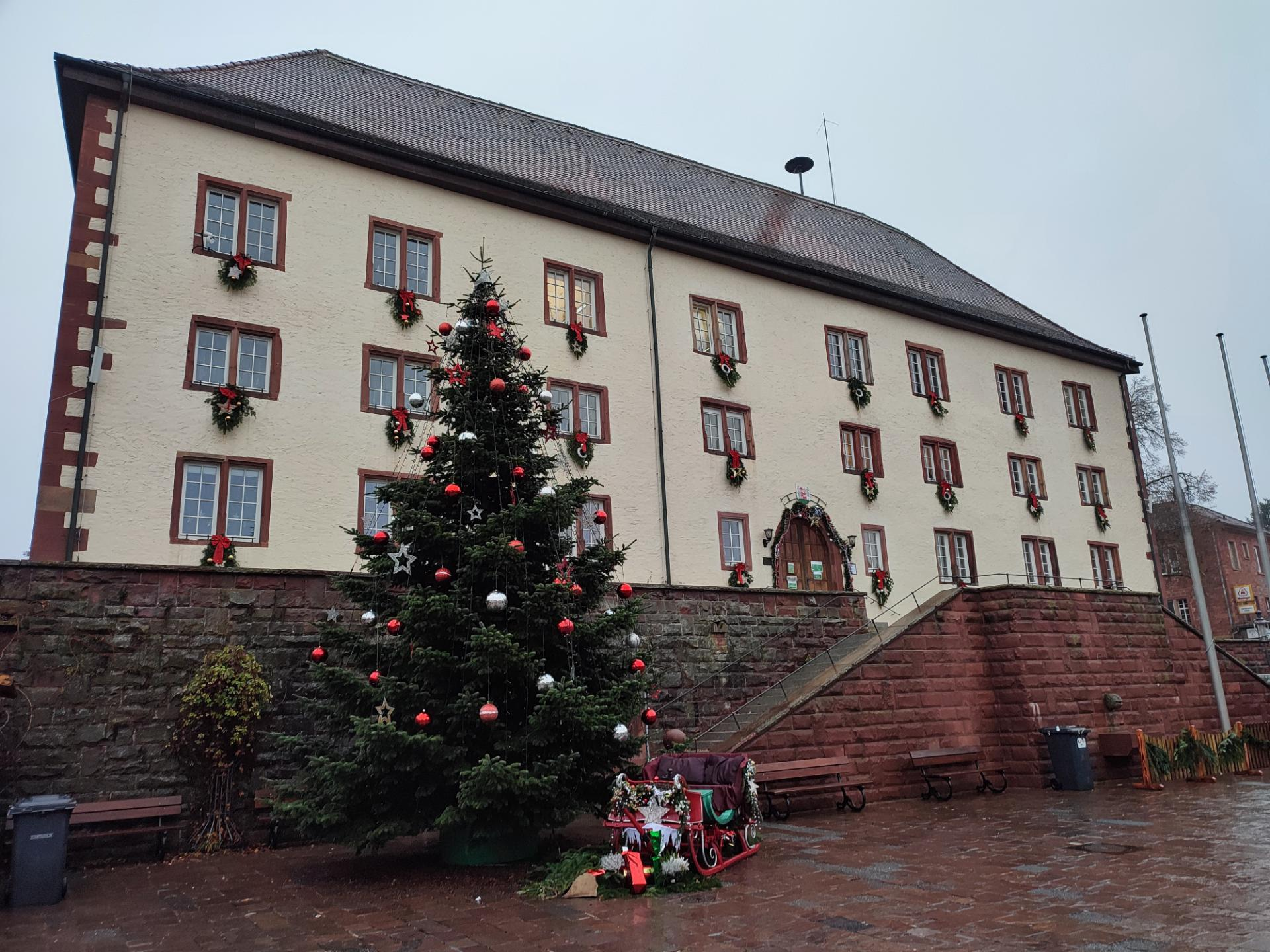
Schloss Walldürn

Auf dem bereits in vorrömischer Zeit besiedelten Gebiet von Walldürn befindet sich ein Abschnitt des UNESCO-Welterbes Obergermanisch-Raetischer Limes aus römischer Zeit, von dem Reste eines in der Mitte des 2. Jahrhunderts n. Chr. gegründeten Kastells mit Fundamenten eines Badehauses sowie mehrere restaurierte Wachttürme erhalten sind. Nur wenig südlich der Stadt begann ein 80 km langer, schnurgerader Abschnitt dieser Grenze zu Germanien, der bis nach Alfdorf im Welzheimer Wald reichte.

### Gründung bis Mittelalter
Walldürn wurde anlässlich einer Schenkung an das Kloster Lorsch im Jahr 794 im Lorscher Codex erstmals als turninu erwähnt. Die Missionierung und damit auch die Besiedelung der Gegend ging vom nahen Kloster Amorbach aus. Nach Forschungen von Wolfgang Hartmann zog im Jahr 1144 König Konrad III. bei seinem Besuch in Amorbach die Vogtei der Odenwaldabtei an sich und setzte auf ihrem Besitz am verkehrswichtigen Main Vorfahren der von der Burg Weinsberg stammenden Herren von Dürn an. Diese errichteten dort die Burgen Mildenburg und Frohburg. Letztere ist nach Hartmann mit dem „Räuberschlösschen“ bei Freudenberg am Main identisch. 1168 übertrug Kaiser Friedrich Barbarossa die Klostervogtei dem Edelherrn Ruprecht II. von Frohburg. Dieser nannte sich ab 1171 nach seinem Verwaltungssitz in Dürn „de Durne“ (= von Dürn) und avancierte zu einem der bedeutendsten Gefolgsleute des Stauferkaisers.
Die Herren von Dürn waren daraufhin über mehrere Generationen eine der einflussreichsten Familien in der Umgebung, auf die zahlreiche Stadtgründungen zurückgehen. So wurde auch 1291 Dürn erstmals als Stadt genannt. Während des Niedergangs der Herren von Dürn kam 1294 die Stadt Dürn in den Besitz des Erzbischofs von Mainz. Nach dem Blutwunder von Walldürn im Jahr 1330 setzte allmählich die Wallfahrt nach Dürn ein, das 1423 erstmals Walldürn genannt wurde. 1448 wurde ein Rathaus erbaut, 1486 erhielt die Stadt das Marktrecht, 1492 wurde eine Mainzer Kellerei anstelle des alten Herrensitzes der Herren von Dürn erbaut. Nachdem sich mehrere Walldürner Ratsherren im Deutschen Bauernkrieg auf die Seite der rebellierenden Bauern gestellt hatten, verlor die Gemeinde in der Folge ihr Stadtrecht, das ihr erst 1948 formell wieder verliehen wurde.

### Teil des Großherzogtums Baden
Bei der politischen Neuordnung Südwestdeutschlands im Zuge der napoleonischen Kriege und der einhergehenden Säkularisation der geistlichen Fürstentümer kam Walldürn 1803 an das Fürstentum Leiningen und 1807 an Baden.

### Revolution von 1848/49
Neben den sozialen Missständen in Walldürn ließ 1848 auch die fürstliche Herrschaft hier Unruhen aufkommen. Zwar waren 1820 die Leibeigenschaft und einige Naturalabgaben abgeschafft worden, durch die übrigen Abgaben wurden die Bauern jedoch nach wie vor übermäßig stark belastet, sodass einige hierdurch Haus und Hof verloren. Hinzu kamen 1842 und 1845 Missernten, die 1847 zur Einrichtung einer Suppenküche führten. Im selben Jahr tauchten auch erste Flugblätter auf, in denen die Freunde des Vaterlandes zur Vertreibung des Adels aufriefen. Der Sattlermeister Karl Thaddäus Keim und sein Sohn Christian leiteten Versammlungen und Debatten im Gasthaus „Stern“ und diskutierten dort unter anderem über die Grundrechte der Bürger. Der Gemeinderat reagierte hierauf mit dem Versuch, ein Ergebenheits- und Dankschreiben an den Großherzog in Karlsruhe zu senden, in der Hoffnung, hiermit mögliche Unruhen im Zaum halten zu können. Durch die ablehnende Haltung einzelner Gemeinderäte jedoch wurde stattdessen eine Petition an die badische Zweite Kammer gerichtet, in welcher darum gebeten wurde, alle indirekten Abgaben zu beseitigen. Stadtpfarrer Franz Joseph Faulhaber akzeptierte die Petition in seiner Eigenschaft als Zehntberechtigter jedoch nicht.
Anfang März 1848 entschloss sich der Revolutionsrat dazu, wie die Buchener Bauern nach Amorbach zum zuständigen Rentamt zu ziehen und dort vor allem die Herausgabe der Zinsbücher zu verlangen. Hierzu verlangte man von Amtsmann Bode die Erlaubnis, die dieser jedoch verweigerte. Die aufgebrachte Menge zog daraufhin zum Pfarrhaus und zwang Stadtpfarrer Faulhaber zu einer Verzichtserklärung auf große Teile der jährlichen Holzlieferung. Hierbei wurden Türen und Fenster des Pfarrhauses zertrümmert. Der Zug suchte als Nächstes den Juden Aaron Sender auf, bei dem einige Bürger verschuldet waren. Sein Warenlager wurde geplündert und die Schuldnerbücher vernichtet.
Tags darauf entsandte die Karlsruher Regierung Truppen, von denen auch eine Kompanie in Walldürn eintraf. Keim und sein Sohn sowie Anhänger von ihnen wurden verhaftet und wieder freigelassen. Den beiden Anführern drohten mehrjährige Gefängnisstrafen, woraufhin sie flohen. Das Walldürner Amt bat um einen weiteren Verbleib der Truppen in der Stadt.
Am 16. Mai 1849 wurde dann in Walldürn der Volksverein mit dem Vorsitzenden Joseph Matthäus Schachleiter gegründet; schon zuvor gab es den Bürgerverein. In der Folge entstand die Bürgerwehr und der Jungfrauenverein, dessen Mitglieder gelobten, nie einem Jüngling am Altar die Hand zu reichen, der jetzt nicht zum Kampfe hinausziehe. Der Bürgerwehr schlossen sich noch Freischärler an, und um einen Gegenschlag der preußischen Truppen, die der Großherzog zur Hilfe gerufen hatte, parieren zu können, wurde die Volkswehr, wie die Bürgerwehr seit Juni 1849 hieß, am 7. Juni 1849 zur Mobilmachung aufgerufen. Dieses Aufgebot, dem auch etliche Bürger anderer Ortschaften angehörten, ging durch das Neckartal gegen die Preußen vor, wurde aber zurückgedrängt und zog sich in die Heimatorte zurück.
Mit dem Einzug des 5. preußischen Jägerbataillons in das badische Frankenland wurde die Vormachtstellung des Großherzogs wieder gesichert und die Revolution beendet. Eine Kompanie verblieb bis zum 1. September 1852 in Walldürn.

### Eingemeindungen
Am 1. Juli 1971 wurde Reinhardsachsen und am 31. Dezember 1971 Altheim eingemeindet. Am 1. Dezember 1972 folgten Rippberg, Gottersdorf und Wettersdorf. Mit der Eingemeindung von Gerolzahn, Glashofen, Hornbach und Kaltenbrunn am 1. Januar 1975 war die Gemeindereform abgeschlossen.

## Religionen

### Christentum

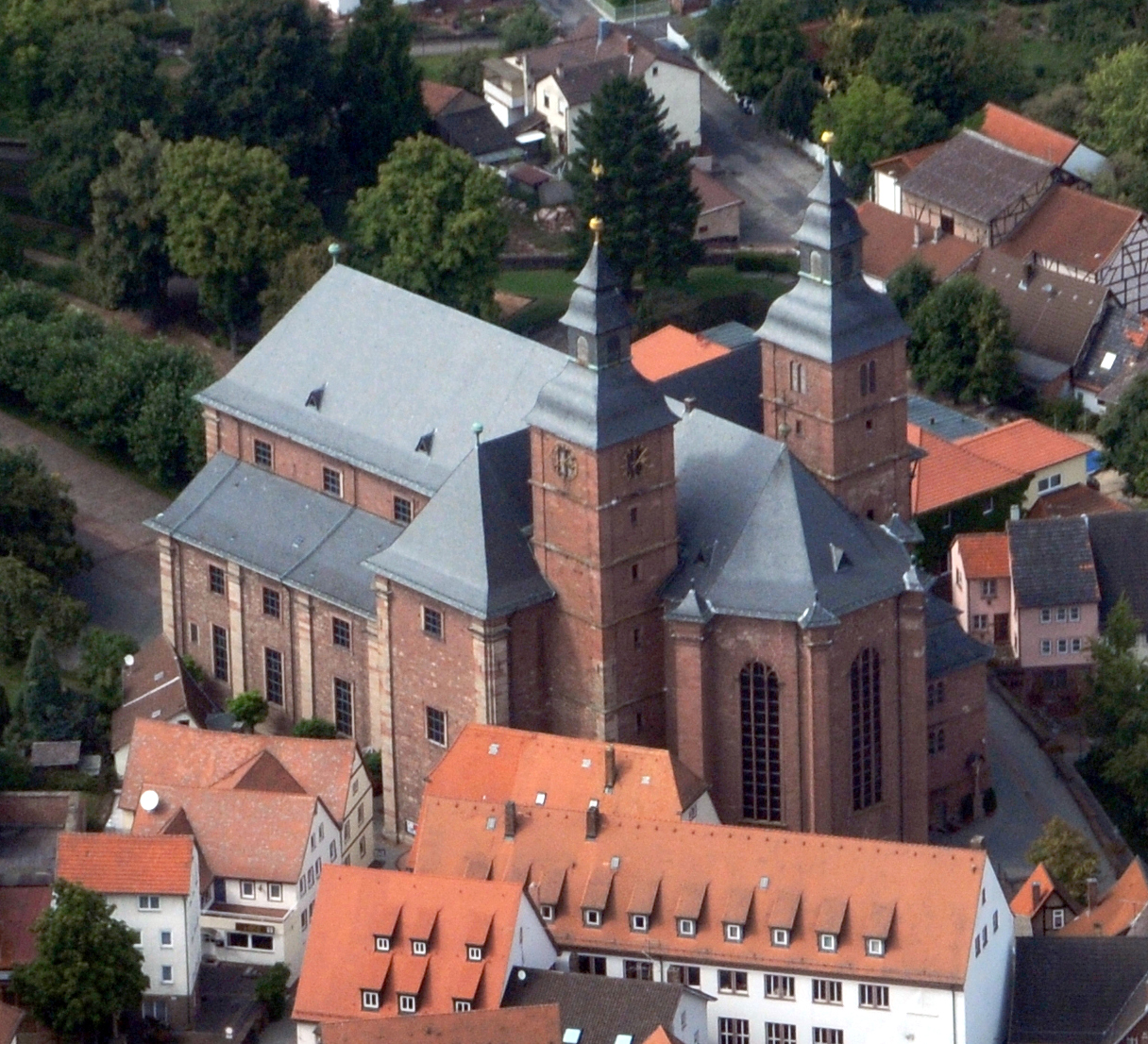
Wallfahrtsbasilika St. Georg

Die Reformation hielt in Walldürn keinen Einzug, so dass die Bevölkerung lange Zeit fast ausschließlich katholisch war. Neben der Wallfahrtsbasilika St. Georg gibt es die St.-Marien-Kirche. Beide gehören zur Seelsorgeeinheit Walldürn. Erst durch die Aufnahme von Vertriebenen nach dem Zweiten Weltkrieg stieg der Anteil der Protestanten leicht an. 1947 wurde eine evangelische Pfarrei eingerichtet und 1951 eine Kirche gebaut. Bei der Volkszählung 1987 waren 85,7 Prozent der Walldürner katholisch und 10,9 Prozent evangelisch.

### Jüdische Gemeinde Walldürn

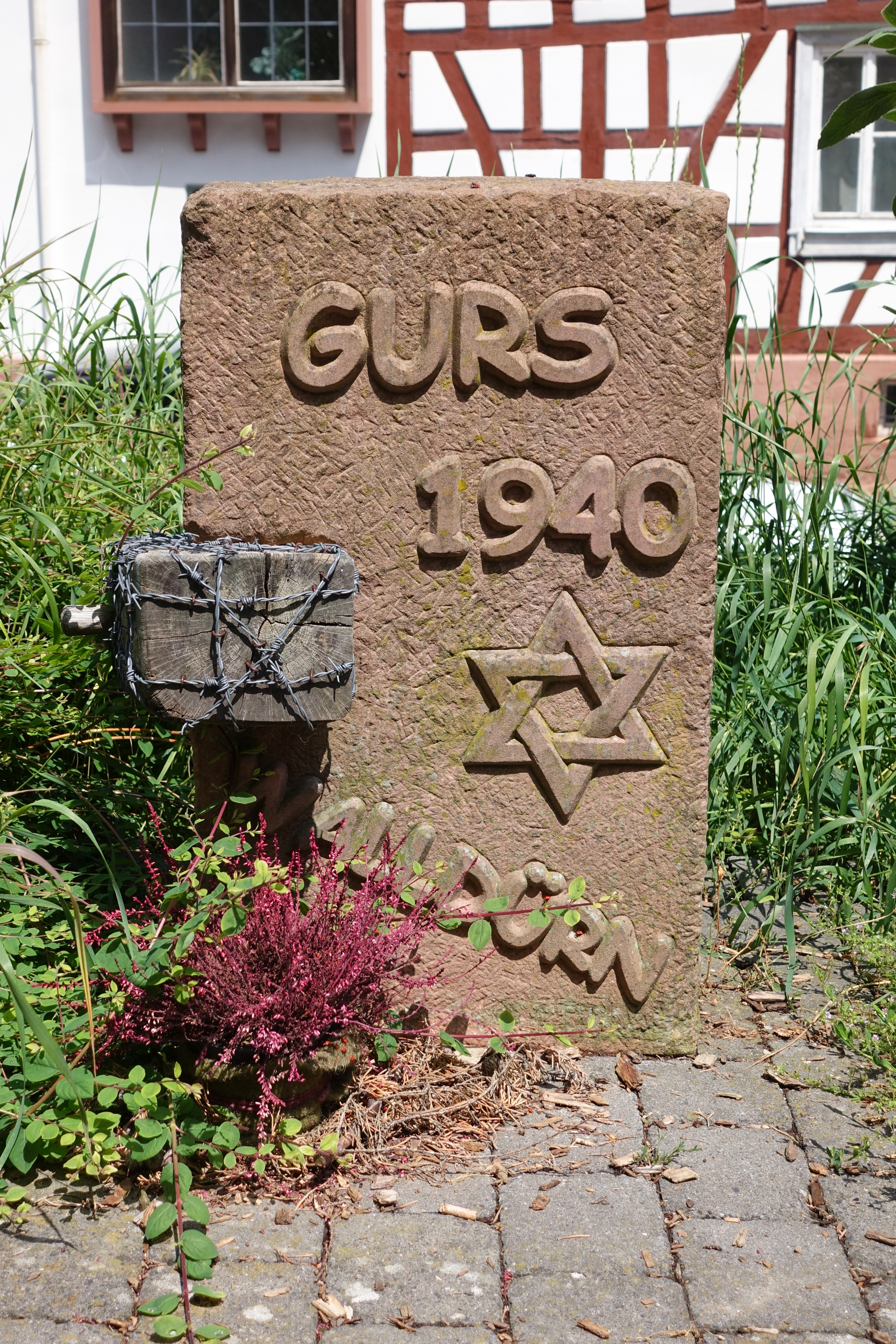
Mahnmal für die am 22. Oktober 1940 ins KZ Gurs deportierten Walldürner Juden

Die jüdische Gemeinde Walldürn bestand bereits im Mittelalter. Von den Judenverfolgungen 1298, 1335/37 und 1348/49 war die jüdische Gemeinde Walldürn betroffen und ging in dieser Zeit unter. Ab 1378 lebten wieder Juden in Walldürn. Diese wurden jedoch 1470 mit den anderen Juden des Erzstiftes Mainz ausgewiesen. Die Entstehung einer neuzeitlichen jüdischen Gemeinde in Walldürn geht in die Zeit des 18. Jahrhunderts zurück, da in der Zeit um 1700 wieder jüdische Einwohnern in Walldürn genannt wurden. Die jüdische Gemeinde Walldürn hatte eine eigene Synagoge, eine jüdische Religionsschule und ein rituelles Bad. Auf dem jüdischen Friedhof in Bödigheim wurden die Toten der Gemeinde beigesetzt. 1827 wurde die jüdische Gemeinde Walldürn dem Bezirksrabbinat Merchingen zugeteilt, das später vom Bezirksrabbiner in Mosbach betreut wurde. Nach 1933 verließen einige aufgrund der nationalsozialistischen Repressalien die Stadt. Auch der zunehmende wirtschaftliche Boykott der jüdischen Geschäfte sowie die zunehmende Entrechtung und andere Repressalien sorgten dafür, dass jüdische Einwohner Walldürns wegzogen beziehungsweise auswanderten. Die letzten zehn Juden wurden im Oktober 1940 im Rahmen der Wagner-Bürckel-Aktion ins KZ Gurs deportiert und dort ermordet.
Von den jüdischen Personen, die in Walldürn geboren wurden oder längere Zeit in der Stadt wohnten, kamen in der Zeit des Nationalsozialismus zwölf Personen ums Leben.

## Politik

### Gemeinderat
Der Gemeinderat hat normalerweise 26 ehrenamtliche Mitglieder, die für fünf Jahre gewählt werden. Die Gemeinderäte führen die Bezeichnung Stadtrat. Häufig erhöht sich die Zahl der Mitglieder durch Ausgleichssitze (gesamt 2019: 33 Sitze; 2014: 31). Hinzu kommt der Bürgermeister als stimmberechtigter Gemeinderatsvorsitzender.
Dabei garantiert die Unechte Teilortswahl den Ortsteilen eine festgelegte Anzahl von Sitzen: Aus Walldürn-Stadt kommen mindestens 16, aus Altheim und Rippberg–Hornbach jeweils mindestens drei Räte, sowie aus Glashofen–Gerolzahn, Gottersdorf, Reinhardsachsen–Kaltenbrunn und Wettersdorf jeweils mindestens ein Gemeinderat.
Die Kommunalwahl am 9. Juni 2024 führte zu folgendem Ergebnis (mit Vergleichszahlen voriger Wahlen):
| Gemeinderat 2024                              | Gemeinderat 2024 | Gemeinderat 2024 | Vorige Wahlen    | Vorige Wahlen    |
| --------------------------------------------- | ---------------- | ---------------- | ---------------- | ---------------- |
| Partei / Liste                                | Stimmenanteil    | Sitze            | 2019             | 2014             |
| Christlich Demokratische Union (CDU)          | 56,8 %           | 16               | 40,8 %, 14 Sitze | 40,2 %, 13 Sitze |
| Sozialdemokratische Partei Deutschlands (SPD) | 38,1 %           | 10               | 34,4 %, 11 Sitze | 29,8 %, 09 Sitze |
| Demokratische Christliche Bürger (DCB)        | –                | –                | 17,9 %, 06 Sitze | 16,5 %, 05 Sitze |
| Alternative für Deutschland (AfD)             | 5,1 %            | 1                | 05,9 %, 02 Sitze | –                |
| Wahlbeteiligung                               | 60,0 %           | 60,0 %           | 58,2 %           | 52,9 %           |

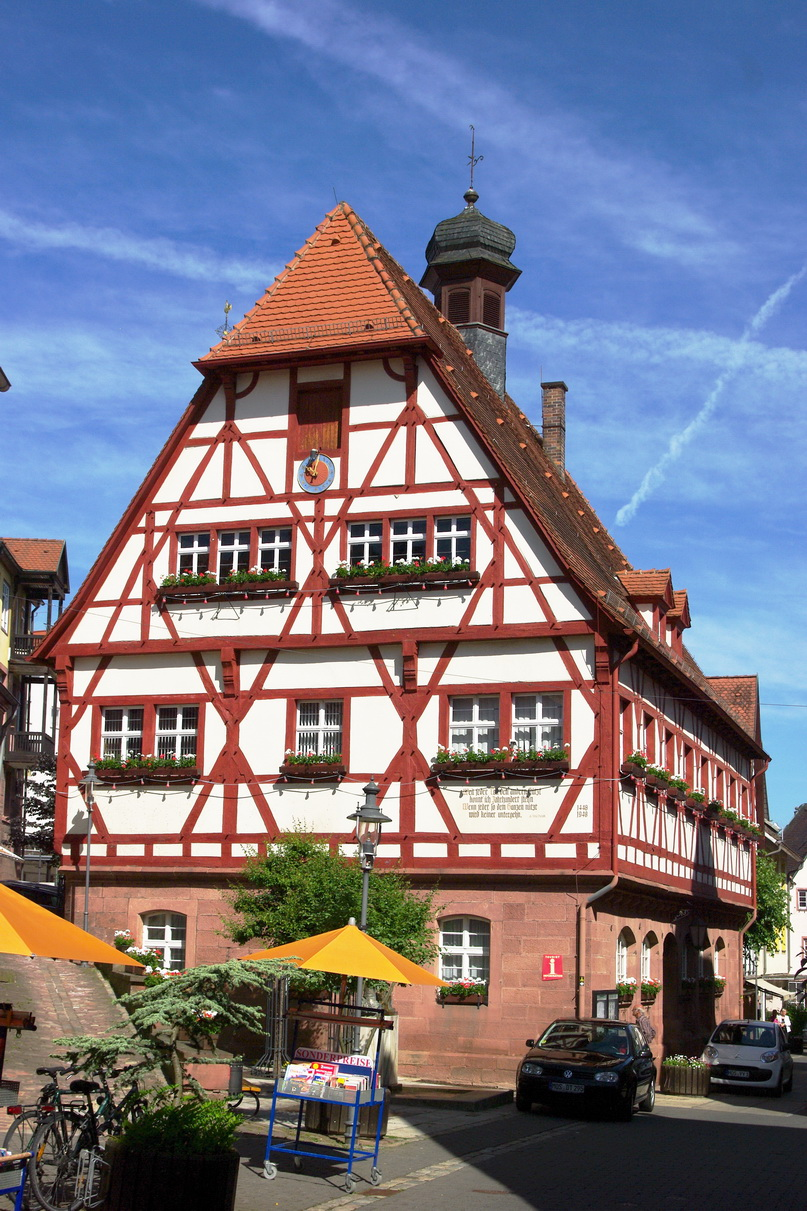
Rathaus Walldürn

Für die sieben kleineren Wohnbezirke sind Ortschaftsräte mit Ortsvorstehern als dessen Vorsitzende eingerichtet.

### Bürgermeister
Bürgermeister ist seit September 2023 Meikel Dörr. Er wurde am 9. Juli 2023 mit 65,2 Prozent der Stimmen zum Bürgermeister gewählt. Damit löste er Markus Günther (CDU) ab, der seit 2007 Amtsinhaber war.
Siehe auch: Liste der Bürgermeister der Stadt Walldürn

### Wappen
Blasonierung: „In Silber auf grünem Boden zwischen zwei grünen Linden eine gezinnte rote Burg mit rechtsstehendem Turm und hochgezogenem Fallgatter im offenen Tor des Turmes, darüber schwebend ein an den Turm gelehnter roter Schild, worin sich ein sechsspeichiges silbernes Rad befindet, das Mainzer Rad.“
Deutung: Bäume und Burg könnten „redend“ für den Ortsnamen stehen, sich aber auch auf die ehemalige Burg beziehen oder als Stadtsymbol gemeint sein. Der kurmainzische landesherrliche Wappenschild wurde im 19. Jahrhundert zuweilen durch das badische Wappen ersetzt.

### Städtepartnerschaften
Mit Montereau-Fault-Yonne in Frankreich besteht seit 1970 eine Städtepartnerschaft. Die Gemeinde Küllstedt im thüringischen Eichsfeld ist ebenfalls Walldürner Partnergemeinde. Im März 2005 wurde mit der ungarischen Stadt Szentgotthárd eine dritte Städtepartnerschaft geschlossen.

## Kultur und Sehenswürdigkeiten

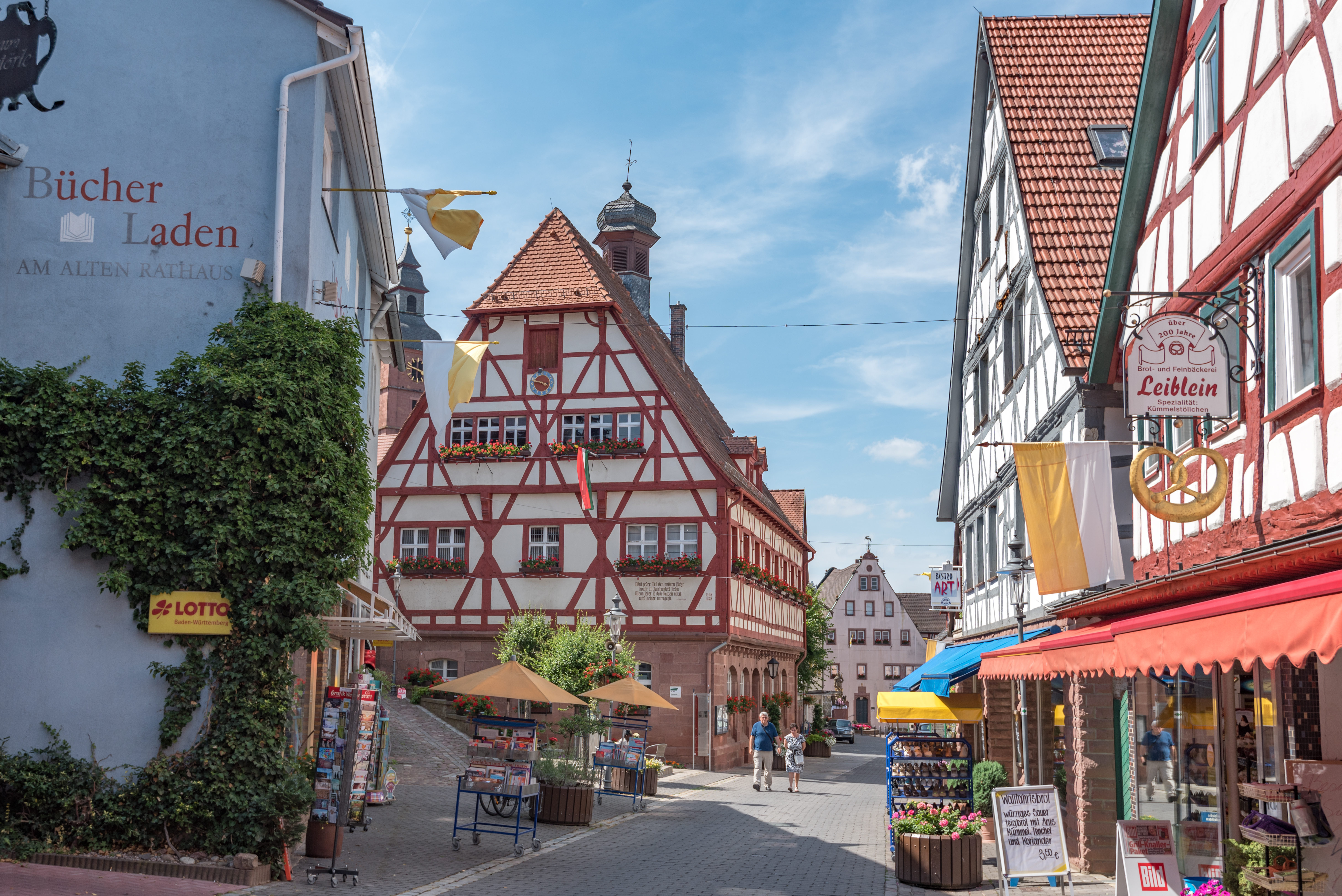
Fußgängerzone (2017)

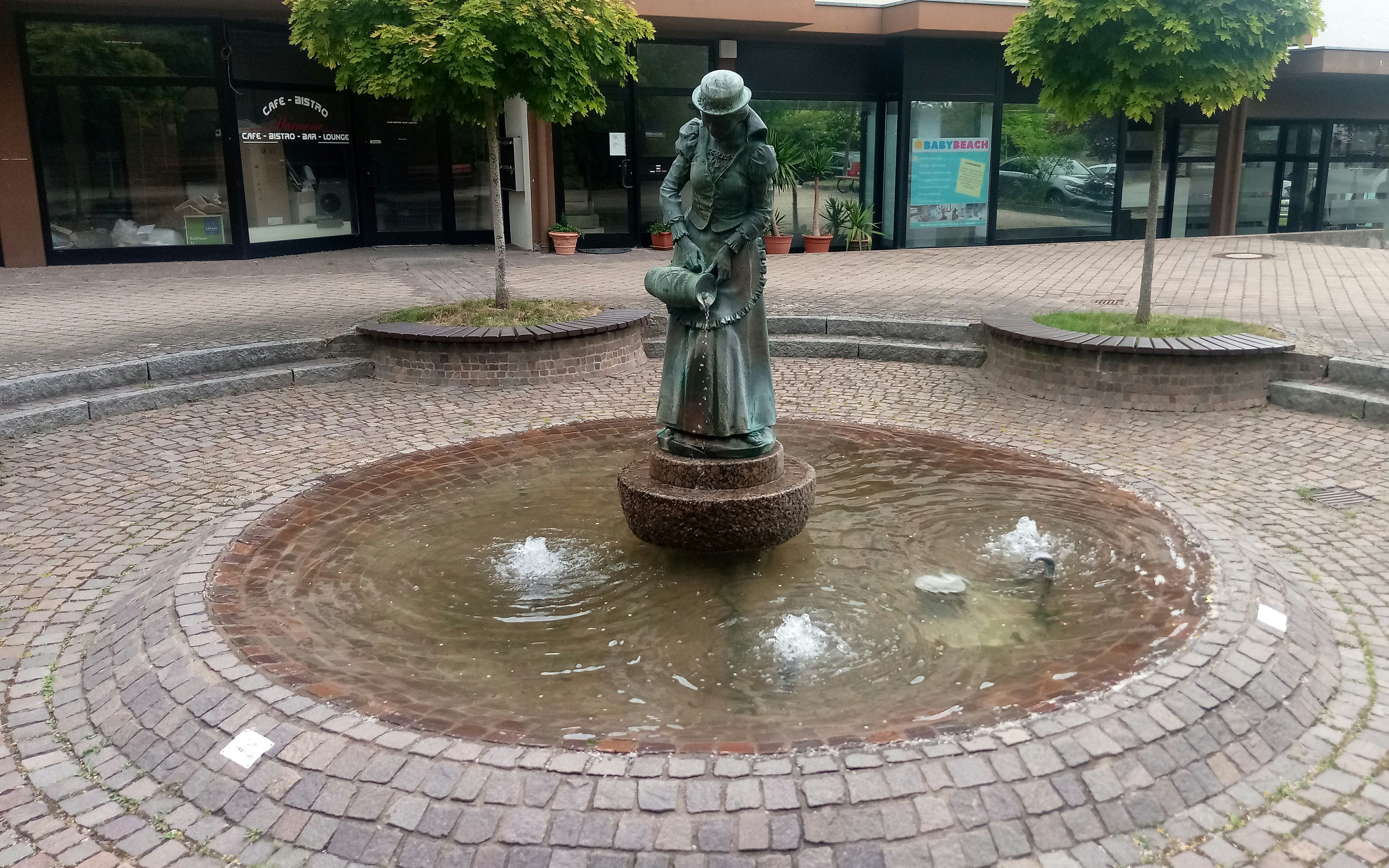
Brunnen im Areal „Riesen“

Die Landschaftsregion im Odenwald, in der die Stadt liegt, wird wegen der zahlreichen Madonnenstatuen und Bildstöcke, die sich an den Häusern oder entlang der Wege befinden, auch als „Madonnenländchen“ bezeichnet.
Die touristischen Routen Deutsche Limes-Straße und Siegfried-Straße führen durch die Stadt und laden zur Besichtigung der verschiedenen Sehenswürdigkeiten ein. Die katholische Wallfahrt zum Heiligen Blut (Ausstellung eines Korporales) ist ein jährlicher Höhepunkt in der Region. Seit dem 1. Januar 2022 führt Walldürn daher die offizielle Zusatzbezeichnung „Wallfahrtsstadt“.
Im Kerngebiet sind zahlreiche historische Bauten zu sehen, darunter das älteste intakte Rathaus Deutschlands (erbaut 1448).
Zahlreiche alte historische Bauten wurden bereits saniert, darunter das Areal „Mollenhof“ (1980–1983), das Areal „Riesen“ (1983–1986), ein herrschaftliches Anwesen, das zu einem stilvollen Landgasthof wurde, und der städtische Schlachthof (2001–2002), der jetzt das „Jugend- und Kulturzentrum“ der Stadt beherbergt.

### Museen

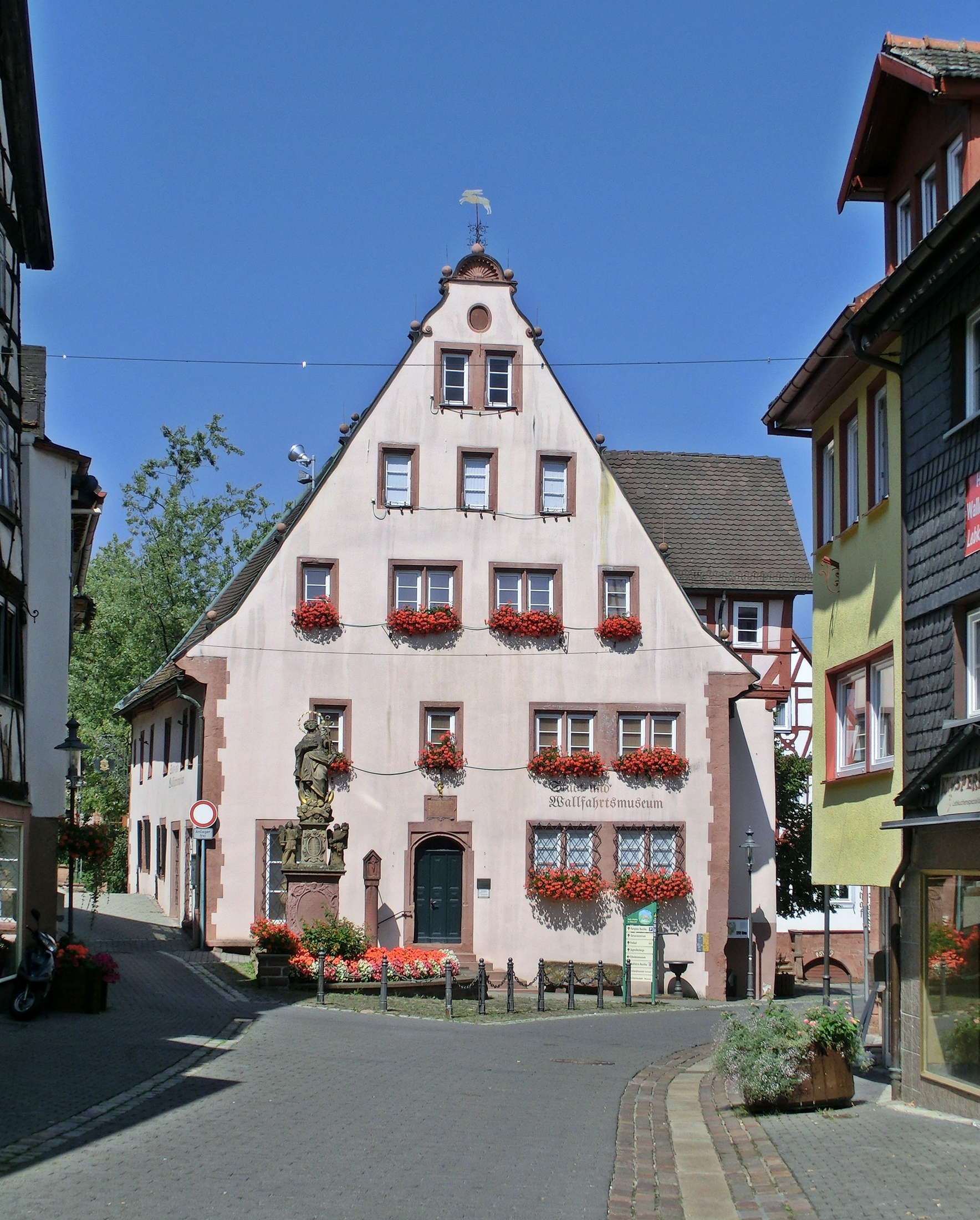
Stadt- und Wallfahrtsmuseum

Teil der kulturellen Einrichtungen sind das Stadt- und Wallfahrtsmuseum, das Odenwälder Freilandmuseum in Walldürn-Gottersdorf mit historischen Dorfgebäuden, das Lichtermuseum im Ortsteil Wettersdorf, das Kultur- und Kunstmuseum, das Elfenbeinmuseum und das Museum Zeit(T)räume.

### Bauwerke und Baudenkmale
- Limeslehrpfad, Römerbad und Kleinkastell Haselburg
- Überreste der historischen Stadtmauer von 1335
- Historisches Rathaus von 1448
- Altes Schloss von 1492
- Wallfahrtsbasilika
- Areal Riesen (erbaut 1428, saniert 1980–1983, Auszeichnung „Vorbildliches Bauen“ 1986 (Architekten Link und Kuhn, Walldürn))
- Die Grünkerndarre im Ortsteil Altheim wurde von der Denkmalstiftung Baden-Württemberg zum Denkmal des Monats April 2007 ernannt.
- Jugend- und Kulturzentrum Alter Schlachthof Walldürn

### Freizeit- und Sportanlagen

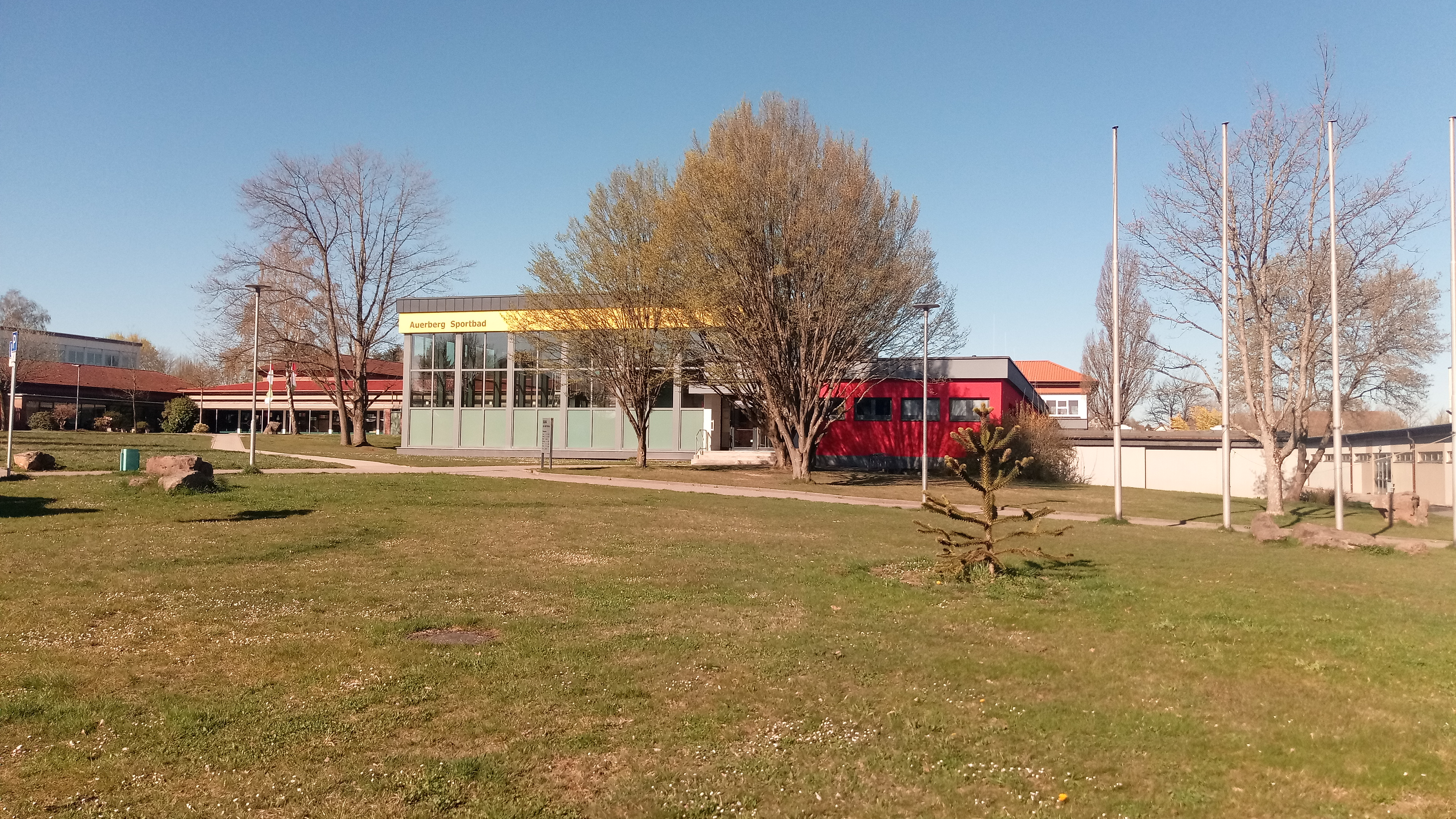
Auerberg-Sportbad

Walldürn verfügt über ein Freizeitangebot mit Hallen- und Freibad, Sauna, Tennis (In- und Outdoor), Kegelbahnen, Golfplatz, Hochseilgarten, Wildgehege, Ponyreiten, Postkutschenfahrten, Rad- und Wanderwegen sowie einer Spiel- und Erholungsanlage im Marsbachtal.

## Wirtschaft und Infrastruktur

### Wirtschaft
Das Braun-Werk in Walldürn dient als Produktionsstätte für den gesamten Rasiererbereich des Unternehmens und beschäftigte im Jahr 2014 noch etwa 1000 Mitarbeiter, die allerdings im Rahmen eines Umstrukturierungsprozesses auf 750 reduziert werden. Walldürn ist traditionell vom Mittelstand geprägt. Zwischen den 1880er und 1950er Jahren war Příbram ein wichtiger Standort der Perlkranz-Produktion. Nachdem in den 1950er Jahren die Produktion von Perlkränzen in Oberreifenberg eingestellt worden war, war Walldürn einziger Produktionsstandort dieses sterbenden Gewerbes.
Wichtiger Wirtschaftsfaktor und Arbeitgeber war und ist die Bundeswehr mit den in der Nibelungenkaserne stationierten Truppen und Dienststellen.

### Verkehr

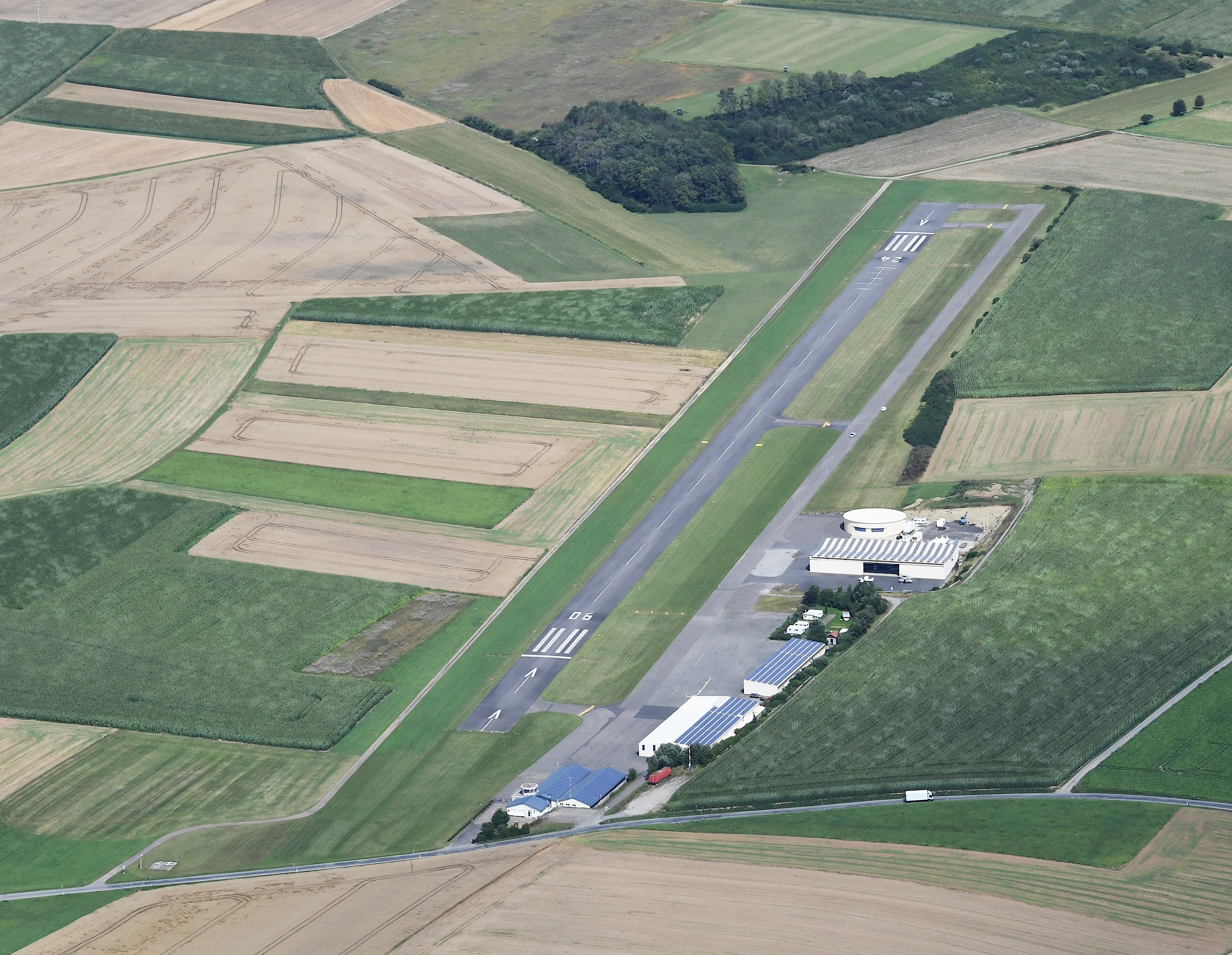
Flugplatz

#### Fernstraßen

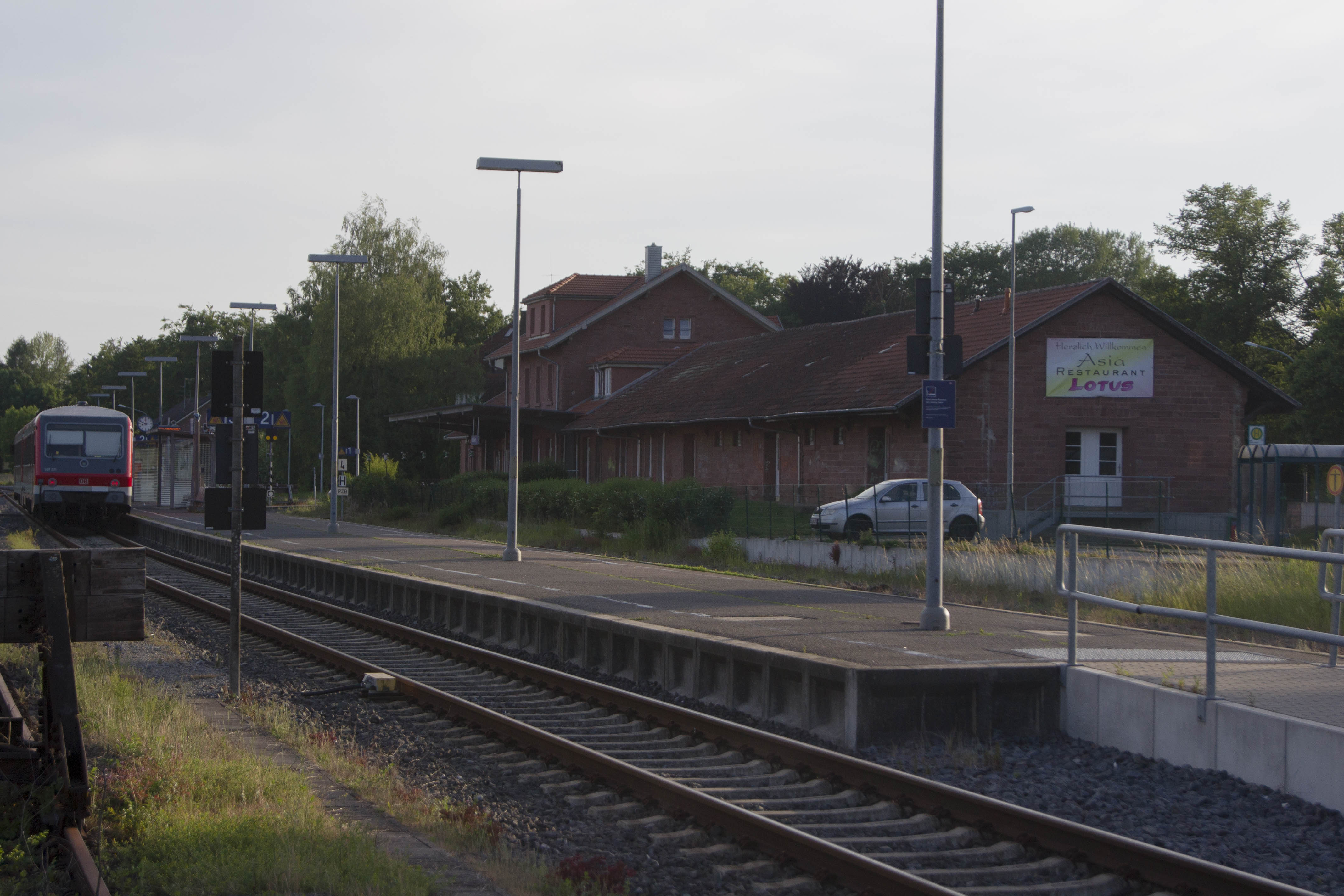
Bahnhof Walldürn

Walldürn hat über die Anschlussstellen 3 bis 6 (Tauberbischofsheim, Ahorn, Boxberg und Osterburken) in etwa 20 bis 30 km Entfernung vier Anbindungen an die Bundesautobahn 81, die von Würzburg nach Süden Richtung Heilbronn/Stuttgart verläuft. Die Bundesstraße 27 verbindet Walldürn in südlicher Richtung mit dem Neckartal bei Mosbach, im Norden mit der A 81 bei Tauberbischofsheim. Die über Michelstadt von Pfalz und Rheinebene (Worms) kommende Bundesstraße 47 endet bei Walldürn-Stadt an der B 27.

#### Bahnverkehr
Der Bahnhof Walldürn liegt an der Bahnstrecke Seckach–Miltenberg (KBS 784), auch Madonnenlandbahn genannt. 

#### Radverkehr
Durch Alltagsrouten aus dem Radnetz Baden-Württemberg ist Walldürn 
- über Höpfingen, Hardheim und Königheim mit Tauberbischofsheim,
- mit Buchen und
- über den Ortsteil Rippberg Richtung Amorbach und Miltenberg verbunden.

Durch das Stadtgebiet führen folgende Radfernwege:
- Der 225 km lange 3-Länder-Radweg führt als Rundweg durch das Dreiländereck von Hessen, Baden-Württemberg und Bayern. Entlang von Mümling, Neckar und Main erkundet die Route den Odenwald.
- Der Odenwald-Madonnen-Radweg führt ab Tauberbischofsheim durch den Odenwald in Hardheim, Walldürn, Buchen und Mudau, das Neckartal in Heidelberg und die Rheinebene bis nach Speyer.[17]
- Der Deutsche Limes-Radweg führt von Bad Hönningen durch Westerwald, Taunus und Odenwald zum 818 Kilometer entfernten Regensburg und orientiert sich dabei am historischen  Verlauf des Obergermanisch-Raetischen Limes.
- Der Main-Tauber-Fränkische Rad-Achter

#### Flugplatz
Örtlicher Verkehrslandeplatz ist der Flugplatz Walldürn (ICAO-Kennung: EDEW).

### Wanderwege
Durch das Stadtgebiet führen folgende Wanderwege:
- Als Teilabschnitt des Deutschen Limes-Wanderwegs durchquert der Limes-Wanderweg des Schwäbischen Albvereins die Stadt. Von Miltenberg bis Osterburken wird dieser Weg als Östlicher Limesweg vom Odenwaldklub betreut.

### Öffentliche Einrichtungen

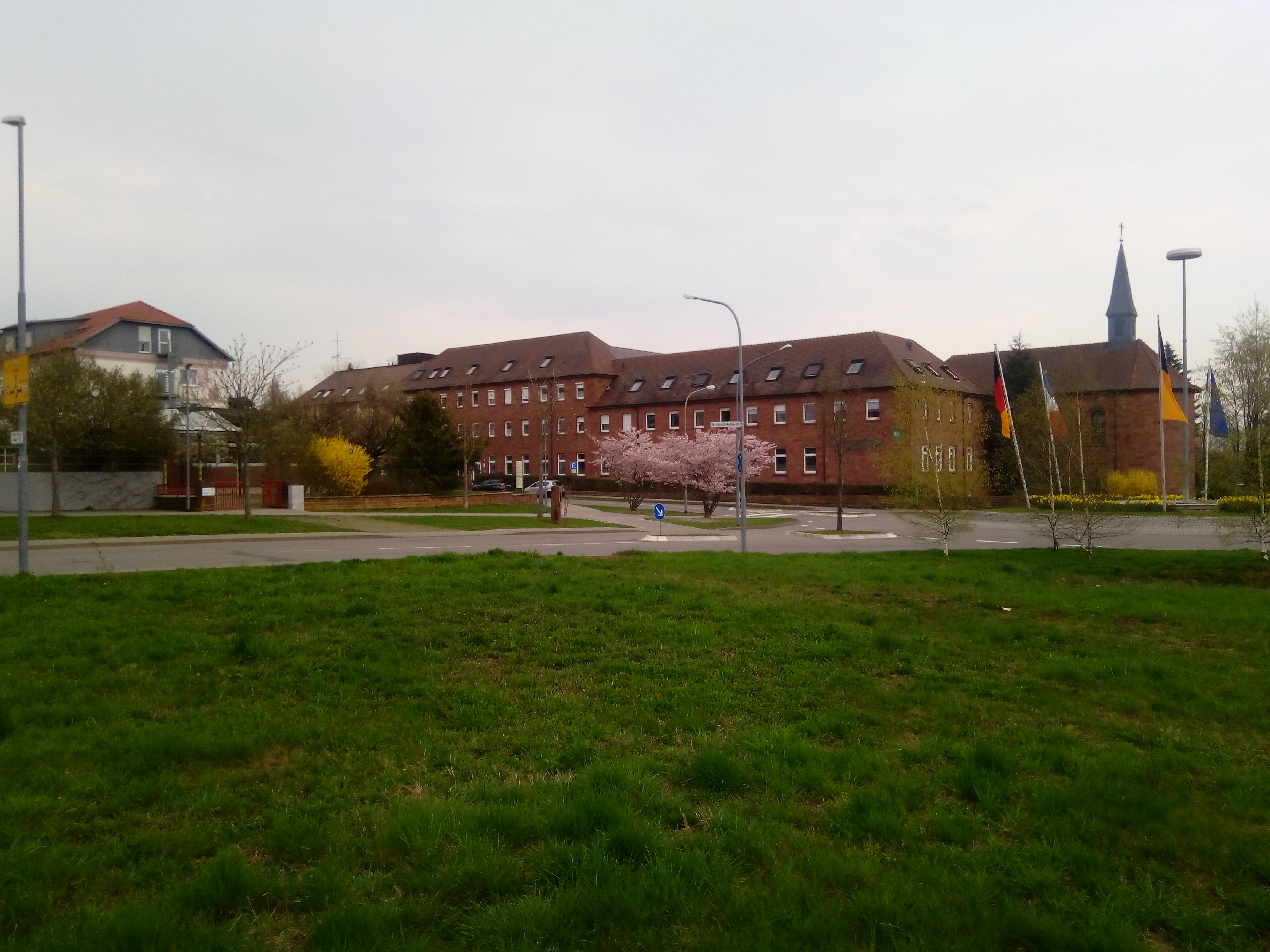
Kinderheim St. Kilian

Wesentliche öffentliche Einrichtungen sind das Geriatriezentrum „St.Josef“, dass Pflegeheim der AWO „Maria Rast“, das Kinderheim St. Kilian, das Jugend- u. Kulturzentrum „Alter Schlachthof“ sowie das Odenwald Hospiz. Die nächstgelegenen Krankenhäuser befinden sich in Buchen (ca. 10 km) und Hardheim (ca. 12 km).

### Bundeswehr

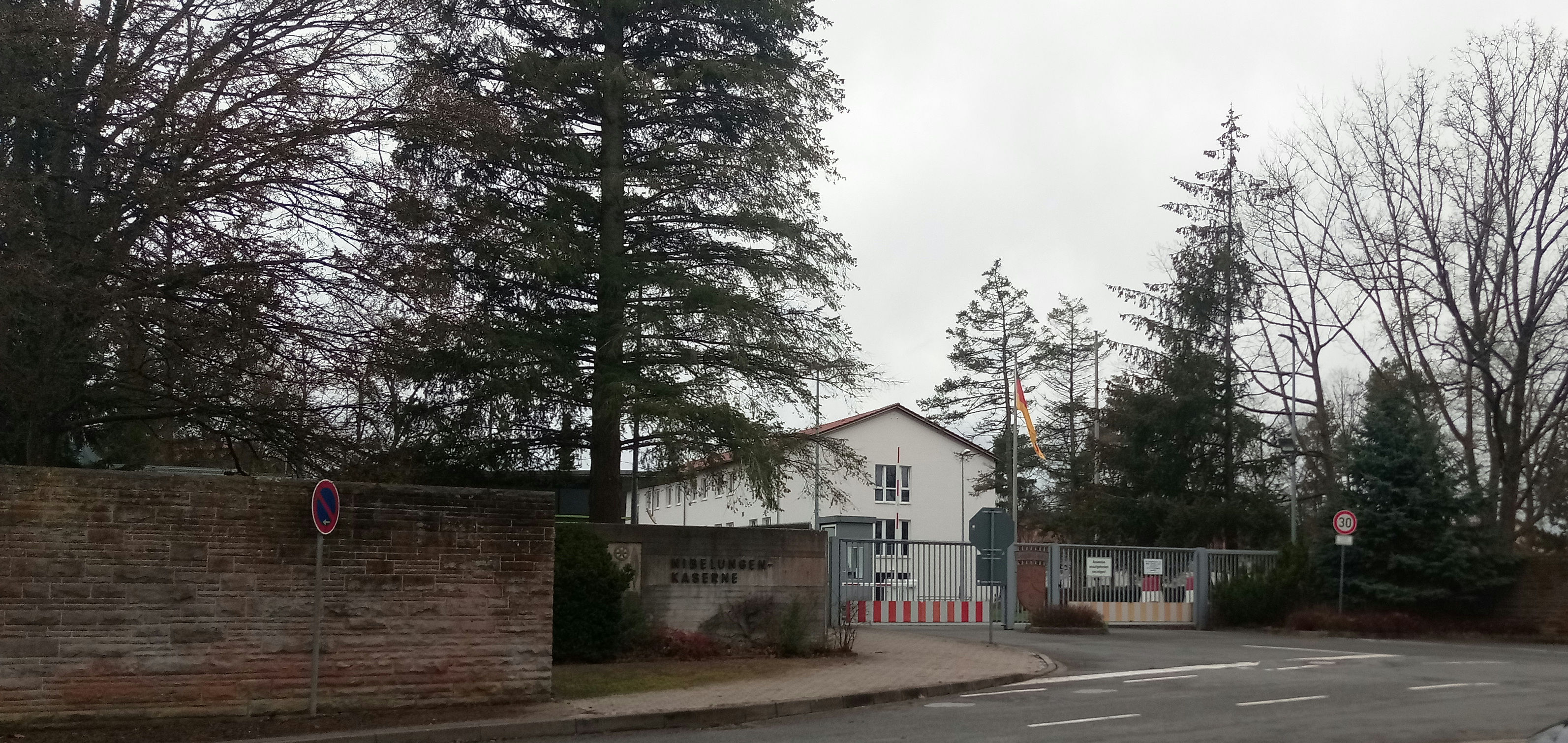
Nibelungenkaserne

In der Nibelungenkaserne der Bundeswehr ist das Logistikbataillon 461 stationiert. Bis 1992/93 waren hier auch das Panzergrenadierbataillon 362, das Panzerartilleriebataillon 365, bis 2002 Teile des Instandsetzungsbataillons 12 sowie von 1993 bis 2002 das Raketenartilleriebataillon 122 stationiert.

### Bildung

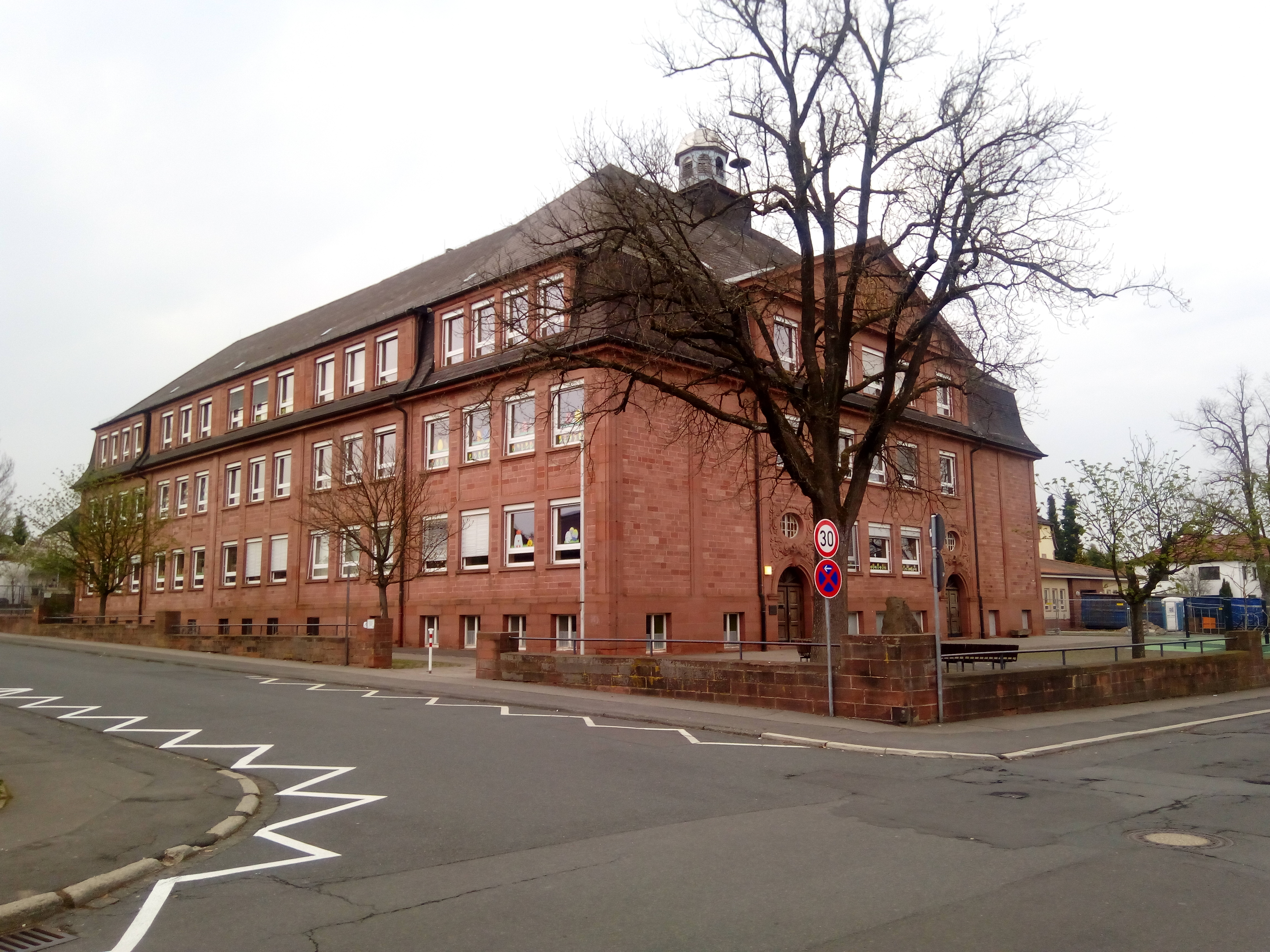
Grundschule Walldürn

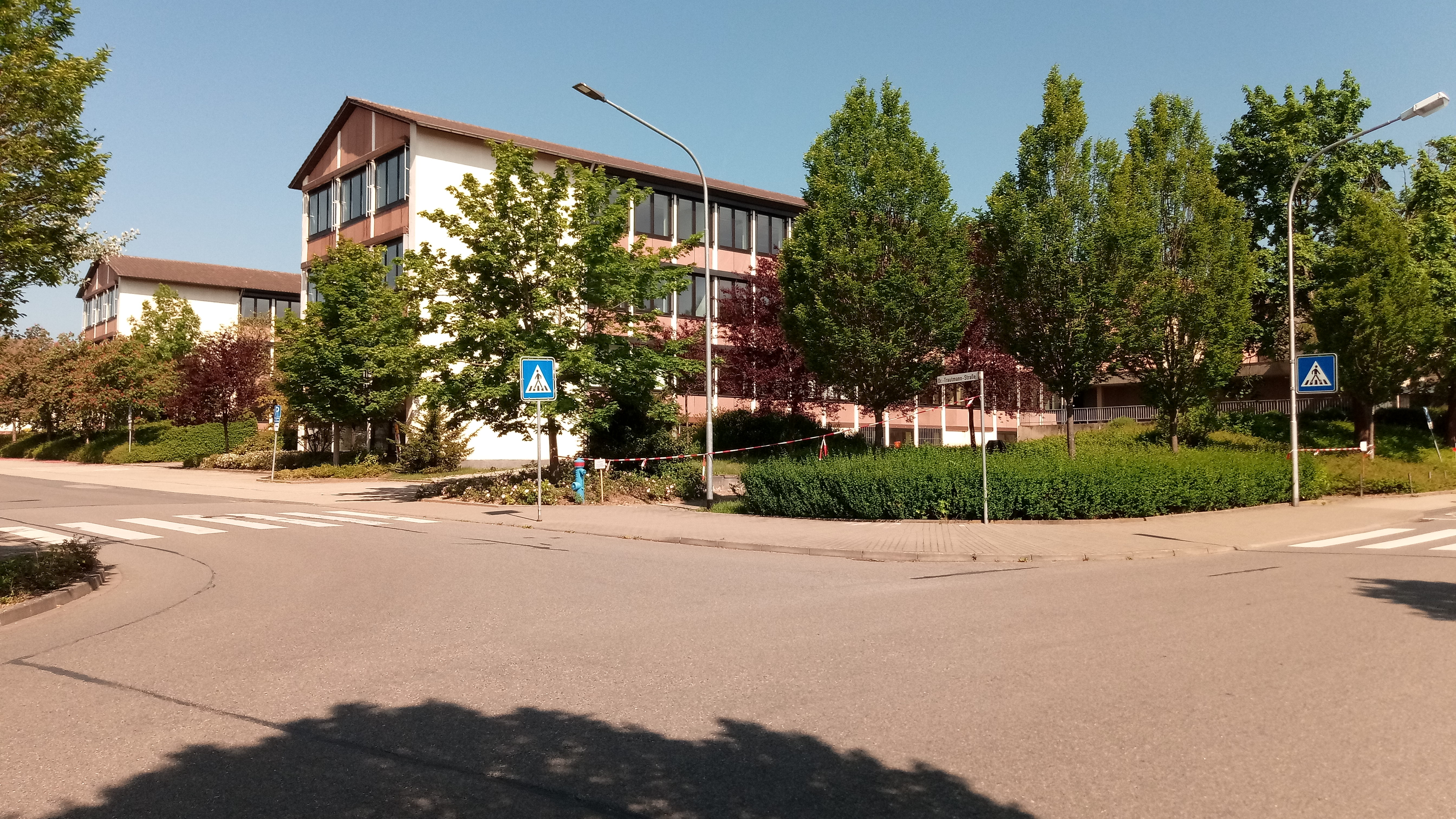
Frankenlandschule Walldürn

Außer der Grundschule Walldürn befinden sich in Walldürn-Stadt die Auerberg-Werkrealschule, die Konrad-von-Dürn-Realschule, die private Nardini-Schule (Sonderpädagogisches Bildungs- und Beratungszentrum mit Förderschwerpunkt emotionale und soziale Entwicklung), die Städtische Musikschule sowie die Frankenlandschule Walldürn mit den Bildungszweigen Wirtschaftsgymnasium,
Kaufmännisches Berufskolleg I, Kaufmännisches Berufskolleg II, Kaufmännisches Berufskolleg Wirtschaftsinformatik, Wirtschaftsschule, Berufsfachschule für Bürotechnik und Kaufmännische Berufsschule.